# Lijst van straten in Gemert-Bakel
De namen van de straten in het binnengebied en buitengebied van de gemeente Gemert-Bakel in de Nederlandse provincie Noord-Brabant hebben alle een betekenis (Behalve bij Milheeze en De Rips zijn weinig of geen omschrijvingen terug te vinden). Dit is een lijst van de straten op alfabetische volgorde met de desbetreffende betekenis en/of omschrijving waar beschikbaar.

## Bakel

### A
- Aarle-Rixtelseweg: de weg van Bakel naar Aarle-Rixtel.
- Achter de Molen: zandpad gelegen achter de Willibrordusmolen.
- Akkerroosstraat: straat vernoemd naar een bloem, de Akkerroos
- Andenne: naam van soort aardewerk, straat in de nieuwbouwwijk Neerakker
- Auerschootseweg

### B
- Bakelsebrug: brug over de Bakelse Aa (deze weg ligt ook gedeeltelijk in Helmond).
- Beatrixstraat: straat vernoemd naar koningin Beatrix.
- Beekse Peeldijk: straat vernoemd naar de Peel.
- Beemd: straat vernoemd naar een natuurgebied, de Beemd.
- Benthem: zie ook het gelijknamige gehucht Benthem.
- Bergroosstraat: straat vernoemd naar een bloem, de Bergroos.
- Bergstraat
- Berkengraaf: straat in de nieuwbouwwijk Soersel.
- Bernhardstraat: straat vernoemd naar prins Bernhard, man van voormalig koningin Juliana.
- Besterd
- Bolle Akker: straat vernoemd naar de vele bolle akkers in de buurt.
- Boothuizen: straat in de nieuwbouwwijk Neerakker.
- Boterbloemstraat: straat vernoemd naar een bloem, de Boterbloem.
- Bottelroosstraat: straat vernoemd naar een bloem, de Bottelroos.
- Burg Diepstratenlaan: straat vernoemd naar Burgemeester van Diepstraten.

### C
- Clausplein: vernoemd naar Prins Claus.

### D
- Dakworm

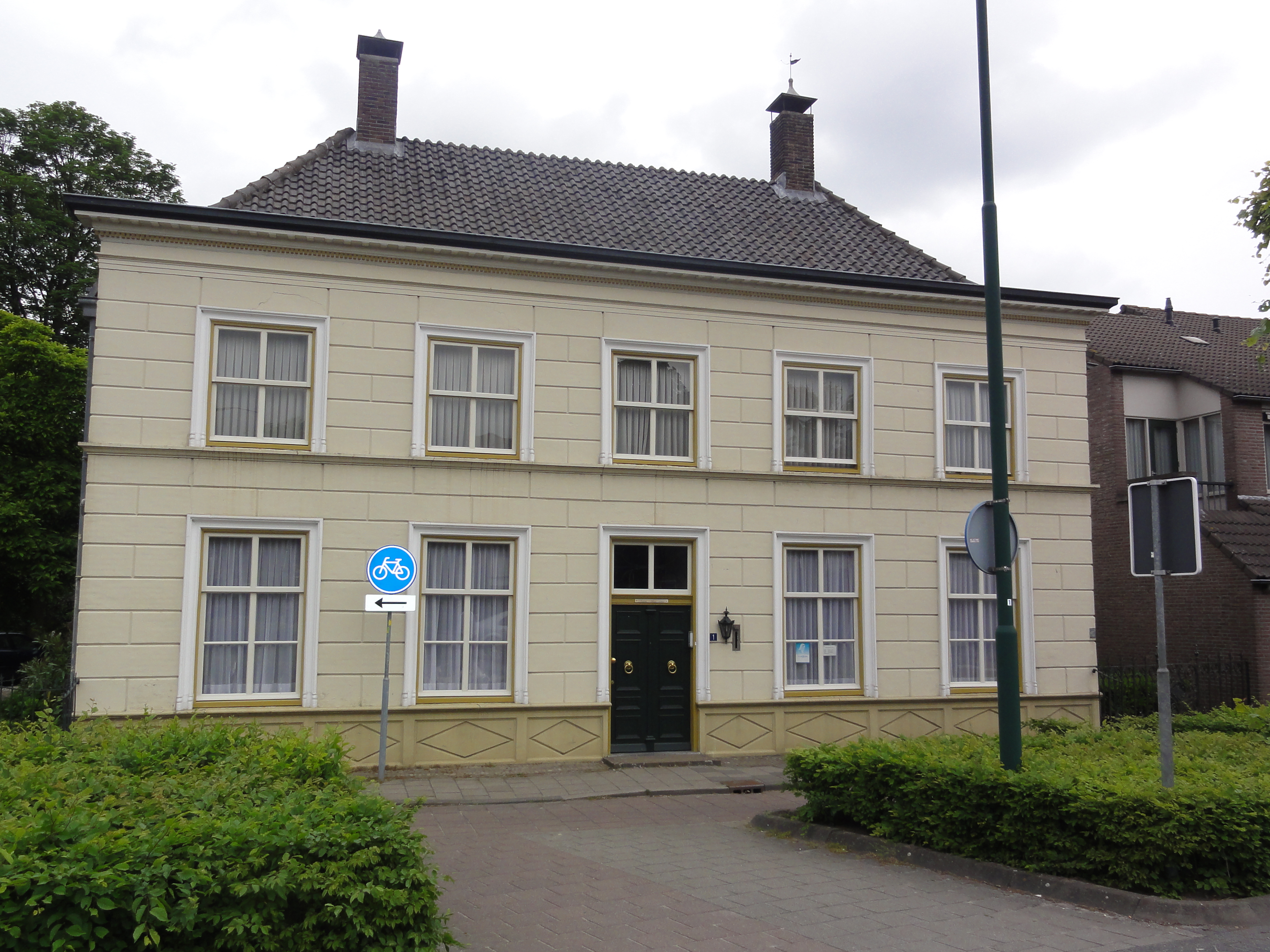
De pastorie van Bakel gelegen aan de Dorpsstraat

- Damastroosstraat: straat vernoemd naar een bloem, de Damastroos.
- De Brakken
- De Bremmen
- De Buijtencamp
- De Buunder: straat in de nieuwbouwwijk Soersel.
- De Helling
- De Hilt
- De Wilbertsdries: voet/fiets pad vernoemd naar het bejaardenhuis De Wilbertsdries.
- Dorpsstraat, straat gelegen door het centrum van Bakel.
- Duinroosstraat: straat vernoemd naar een bloem, de Duinroos.

### E
- Emmastraat: straat vernoemd naar Koningin Emma getrouwd met Willem III der Nederlanden.
- Esp: de naam van deze straat is vernoemd naar het (voormalige) gelijknamige gehucht Esp.

### G
- Gemertseweg: de weg van Gemert naar Bakel.
- Geneneind: het Geneneind was vroeger een gehucht van Bakel.
- Grensweg: grens van De Mortel en Bakel, er stonden grenspalen langs deze weg om de grens zichtbaar te maken.
- Groenveld: straat in de nieuwbouwwijk Soersel.
- Grotel: de naam van deze straat is hetzelfde als die van het (voormalige) gelijknamige gehucht Grotel.
- Grotelseheide: straat vernoemd naar het gelijknamige natuurgebied de Grotelseheide.

### H
- Hagelkruis
- Heggeroosstraat: straat vernoemd naar een bloem, de Heggeroos.
- Heidveld
- Heikantsebeemd
- Heikantseweg
- Helmondsestraat: de weg van Helmond naar Bakel.
- Hendrikstraat: straat vernoemd naar Prins Hendrik der Nederlanden zoon van Willem II der Nederlanden.
- Heuvelacker
- Hilakker
- Hoekendaal
- Hoekendaalse Velden
- Hollevoort
- Hooge Braak
- Hooizak

### I
- Irenestraat: straat vernoemd naar Prinses Irene, dochter van koningin Juliana.

### J
- Julianastraat: straat vernoemd naar Koningin Juliana, dochter van koningin Wilhelmina.

### K
- Kruiseind
- Kerksedriessen
- Kivitsbraak
- Klaproosstraat: straat vernoemd naar een bloem, de Klaproos.
- Klimroosstraat: straat vernoemd naar een bloem, de Klimroos.
- Kogelpot: straat in de nieuwbouwwijk Soersel
- Koolkamp
- Korenbloemstraat: straat vernoemd naar een bloem, de Korenbloem.
- Kortestraat
- Kuundert: straat vernoemd naar het gelijknamige heide natuurgebied, Kuundert
- Kuundertseheide: straat vernoemd naar het gelijknamige heide natuurgebied, Kuundert

### L
- Leemskuilendijk

### M

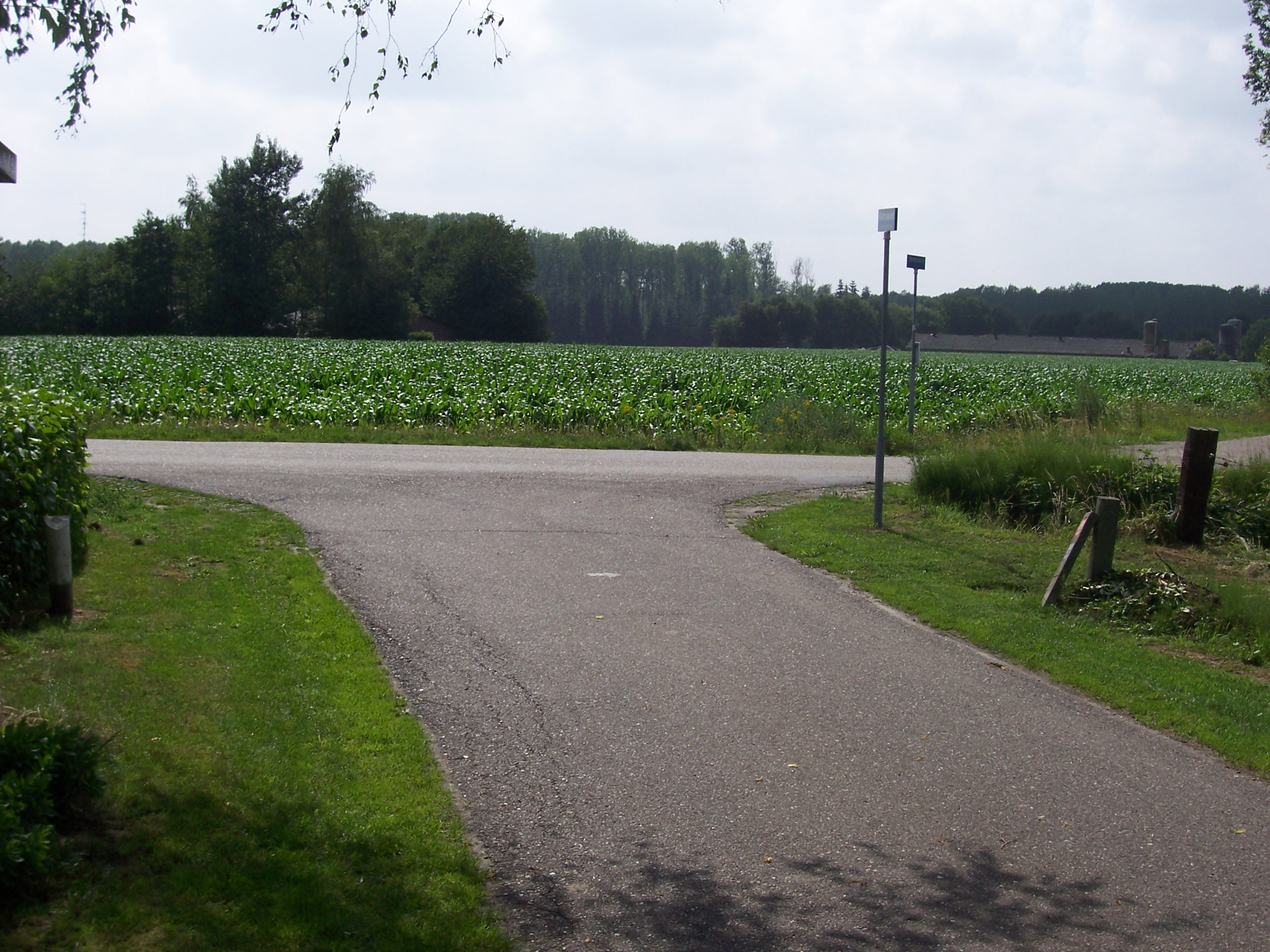
Kruispunt aan het Mathijseind

- Margrietstraat: straat vernoemd naar Prinses Margriet der Nederlanden dochter van Koningin Juliana.
- Marijkestraat: straat vernoemd naar Prinses Marijke.
- Marne: straat in de nieuwbouwwijk Neerakker.
- Mathijseind: het Mathijseind was vroeger een gehucht van Bakel.
- Mauritsstraat: straat vernoemd naar Prins Maurits.
- Meulveldje
- Molenakkers
- Molenweg
- Mouwersel: straat in de nieuwbouwwijk Soersel.
- Muizenhol
- Muziekhofje: straat gelegen op de plek waar vroeger de muziektuin van Bakel was.

### N
- Nassaustraat: straat vernoemd naar de achternaam Nassau, deze achternaam is van verschillende Oranje's uit Nederland.
- Nederheide: uitbreidingsgebied met onder andere Golfbaan Stippelberg en Landgoed Nederheide.
- Neerakker: straatnaam en tevens naam van een nieuwbouwwijk, Neerakker.
- Neerstraat
- Nieuwe Uitleg
- Nuijeneind: het Nuijeneind was vroeger een gehucht van Bakel.

### O
- Oldert
- Oranjestraat: straat vernoemd naar de achternaam Oranje, deze achternaam is van verschillende Oranje's uit Nederland.
- Ossenmarkt
- Oudestraat
- Overschot: de straat werd zo genoemd omdat ze na een grote brand ooit het enige was dat van het dorp overbleef.

### P
- Paardenmarkt: straat in de nieuwbouwwijk Soersel.
- v/d Poelstraat: Straat vernoemd naar een Bakelnaar

### R
- Rakkert
- Randwijk
- Ravensgat
- Roessel: straat gelegen naast de nieuwbouwwijk Soersel.
- Rootvlaas

### S
- Scheepstal
- Schoolstraat: langs deze straat staat de R.K. basisschool
- Schouw
- Sluisweg: straat in de nieuwbouwwijk Soersel.
- Speurgt
- Spieker: straat in de nieuwbouwwijk Neerakker.
- Soersel: straatnaam afgeleid van een andere straat in Bakel, Roessel.
- Steengoed: straat in de nieuwbouwwijk Neerakker.

### V
- Valkert
- Veekraal: straat in de nieuwbouwwijk Neerakker.
- Ven
- Vlinkert
- Vlomanshof
- Vogelenzang
- Verloorekost

### W
- Waterlaat: straat in de nieuwbouwwijk Soersel.
- Waterputpad: pad gelegen naast de nieuwbouwwijk Neerakker.
- Wijbosch
- Willemstraat: straat vernoemd naar Willem van Oranje-Nassau.
- Witven

### Z
- Zaarvlaas
- Zand

### Voormalige straten
- Kerkstraat: nu Dorpsstraat
- Milheezerweg: nu Dorpsstraat
- Oudestraat: weg van Bakel naar Erp, de straat lag parallel aan de Peelrandbreuk

## De Mortel

### A
- Abtshof: deze straat is vernoemd naar de kerk van De Mortel, Heilige Antonius Abt.

### B
- Bakelseweg: de weg die vanuit De Mortel naar Bakel ligt.
- Breemhorstsedijk: de weg die naar Breemhorst leidt.
- Breewater: vernoemd naar de buurtschap ter plaatse.

### C
- Citadelweg: straat vernoemd naar een boerenwoning waar Citadel op de gevel stond.

### D
- De Bleek: de naam van deze straat komt van de familie Van den Bleek.
- De Smagt: benaming voor een op de Peel ontgonnen gebied.
- De Stap: de naam van een Gemerts schepenprotocol.
- Den Hoek
- Dr. de Quayweg: straat vernoemd naar Dr. J.E. de Quay, toenmalig commissaris van de Koningin van Noord-Brabant.

### F
- Fazantlaan: straat in de Mortelse vogelbuurt.

### H
- Haardseweg: zie Haardseweg bij het kopje Gemert.
- Hanekamseweg: straat vernoemd naar de buurtschap Hanekam.
- Heikampseweg: de gronden ter plaatse werden in de volksmond aangeduid als Heikamp.
- Hemelsbleekweg: straat vernoemd naar de gronden gelegen aan het middengedeelte van deze weg.
- Hemelstraat
- Hertenbosscheweg: straat vernoemd naar de buurtschap ter plaatse.

### K
- Kastanjelaan
- Kievitweg: weg in de Mortelse vogelbuurt.
- Koekoekweg: weg in de Mortelse vogelbuurt.
- Koolhof: de gronden ter plaatse werden in de volksmond aangeduid als Koolhof.
- Kranebrakenseweg

### L
- Lagen-Aarleseweg: weg vernoemd naar de gronden in de nabijheid van deze weg.
- Leeuwerikweg: straat in de Mortelse vogelbuurt.
- Lijsterlaan: straat in de Mortelse vogelbuurt.
- Lochterweg

### M
- Meester Derksstraat: Johannes Baptist Derks was hulp-onderwijzer in De Mortel van 13 mei 1869 tot 1 september 1913. Vanaf 18 oktober 1873 was hij hoofd van de Openbare Lagere School aldaar.
- Milschot: straat vernoemd naar een hoeve, hoeve Milschot.

### N
- Nachtegaallaan: straat in de Mortelse vogelbuurt.

### O
- Ontginningsweg: de naam herinnert aan de grootscheeps opgezette ontginningen die in dit gebied werden ondernomen.
- Oude Bakelsedijk: de brede zandbaan die nu van het gehucht Boekent over de Hoge Kranebraken gaat, vervolgens De Ren oversteekt en de voormalige vuilnisbelt aan de westkant passeert, dat is het tracé van de vroegere hoofdweg Gemert-Bakel.
- Oude-Molenweg: aan deze weg stond de bergmolen St. Victor, de molen is vroeger gesloopt en mensen noemde de weg voortaan Oude-Molenweg.

### P
- Pastoor van de Eindestraat: Johannes Sebastiaan van den Einde werd geboren in de Kerkstraat te Gemert. In 1861 werd hij door de bisschop benoemd tot rector van De Mortel als opvolger van Jacobus Corstens.
- Patrijsweg: straat in de Mortelse vogelbuurt.

### R
- Rector de Vethstraat: de van Deurne geboortige Antonius de Veth werd door de gemeente in het jaar 1736 benoemd tot Rector van De Mortel.
- Reebos: nieuwe straatnaam voor Hertenbosscheweg en Peeltuter.
- Reijseweg: straat vernoemd naar een buurtschap nabij deze weg.
- Renseweg: straat vernoemd naar een buurtschap ter plaatse.

### S
- Sprenksteeg: straat vernoemd naar een buurtschap, De Sprenk.
- Sprenkstraat: zie Sprenksteeg.
- Sint Antoniusstraat: samen met de Oude-Molenweg is de straot van De Mortel. De straat is tegelijkertijd vernoemd naar de patroonheilige van De Mortel, St. Antonius.
- Sint Luciastraat: straat vernoemd naar de tweede patroonheilige van De Mortel.
- Stippelbergseweg: straat vernoemd naar de in het verlengde van deze weg gelegen vroegere stuifzandduinen.

### T
- Tereyken: het goet Tereyken was een onbetimmerde bezitting van de Duitse Orde.
- Truttensteeg: in de vroegere tijd werden de Mortelnaren gewaarschuwd dat men daar niet naartoe moest gaan, Er werd gevreeën ... Maar dat zei men natuurlijk niet. Er zaten schooiers, schelmen trutten een van allerhand slag volk waarvoor je moest oppassen.

### V
- Venraysedijk: dijk vernoemd naar oude restanten van de weg die van Gemert naar Venray liep.
- Vossenheuvel: de straat is vernoemd naar een eeuwenoud toponiem: de Vossenberg aen de Mortel.

### Z
- Zwartewaterweg: deze straat droeg van 1931 tot 1956 weliswaar de naam Mortelsche Weg maar de benaming die de weg nu draagt is vele eeuwen ouder.
- Zandstraat: De Zandstraat is een vanouds bekend vennengebied in de Mortelse Peel.

### Voormalige straten
- Peeltuter: straatnaam die later is vernoemd naar Reebos.

## De Rips

### B
- Bellemakersstraat
- Bijenstraat
- Blaarpeelweg
- Burgemeester van de Wildenberglaan
- Burgemeester Wijtvlietlaan
- Burgemeester Nooijenlaan

### D
- De Pionier
- Doctor Houtzagerslaan

### E
- Eiermijndreef

### F
- Fazantstraat

### H
- Hazenhutsedijk
- Hertsigstraat

### J
- Jan Berendweg
- Jodenpeeldreef

### K
- Klotterpeellaan
- Korhoenstraat
- Kruisberglaan

### L
- Lambertweg
- Landmeter van Beurdenweg
- Ledeboerlaan
- Leeuwerikstraat

### M
- Middenweg
- Minister Rommedreef

### O
- Oploseweg
- Oude Rips

### P
- Pastoor Trinesstraat
- Paterslaan
- Patrijsweg

### R
- Ripsestraat
- Roelvinklaan

### V
- Vinkepeel
- Vredepaaldreef

## Elsendorp

### D
- De Grootstraat: straat vernoemd naar Lambert de Groot, hoofd der Lagere School in Peelgehucht Vossenberg.
- Den Heikop: straatnaam ontstaan vanwege de vroegere ligging aan de rand van een heide.
- Diepertseweg: straat vernoemd naar de gronden ter plaatse die in de volksmon werden aangeduid met d'n Diepert.
- Dr. de  Quayweg: zie Dr. de Quayweg bij het kopje De Mortel.

### E
- Elsendorpseweg: straat vernoemd naar het ontginningsdorp Elsendorp.

### G
- Grensweg: de meest oost gelegen grens tussen de voormalige gemeente Gemert en gemeente Bakel en Milheeze.

### H
Hendrik Jan Ypenburglaan: deze persoon was directeur van de firma Raymakers in Gemert.

### K
- Keizersberg: straatnaam van voor het jaar 1832.
- Keizersven: straat vernoemd naar de buurtschap ter plaatse.
- Kloostertuin: uitbreidingsgebied binnen de bebouwde kom van Elsendorp in de tuin van het voormalige zusterklooster.

### L
- Limbraweg: straat vernoemd naar een recreatie-centrum dat daar indertijd was.

### M
- Marten Kuipersstraat: Marten Kuiper was van 1928 tot 1945 godsdienstonderwijzer.

### O
- Oude-Domptweg: straat vernoemd naar een landgoed, De Dompt.

### P
- Paradijs: straat vernoemd naar een buurtschap ter plaatse.
- Pastoor Scholtestraat: Johannes J. Scholte was geboren op 1915 te Losser en was de rector van Elsendorp, daarna werd hij benoemd als eerste pastoor van Elsendorp. Scholte overleed in 1972.
- Pater Rossaertstraat: Pater Rossaert was de eerste rector van Elsendorp.

### R
- Rector Busscherstraat
- Ripseweg: ontsluitings weg tussen Deurne en Oploo.

### S
- Sijpseweg: de weg die leidt naar en langs het landgoed De Sijp.
- Sint Christoffelplein
- Sint Christoffelstraat
- Sint Jansstraat
- Stichtingseweg
- Stootershutweg

### V
- van Musschenbroekstraat: Samuel Corneille Jean Wilhelm van Musschenbroek was een tijdlang voorzitter van de landelijk opererende Maatschappij van Nijverheid. Naar hem is nu een straat vernoemd bij plan De Dompt, een wijk in Elsendorp.

### Z
- Zeelandsedijk

## Gemert

### A
- Achterhaag: Straat naam op 30 maart 1962 vervangen door De Haag.
- Alde-Biezenstraat: Straat vernoemd naar kasteel Alde-Biezen.
- Amer: De naam Amer komt van een bekende Brabantse waterweg.
- Antoon Coolenstraat: Antoon Coolen, belangrijkste schrijver van regionale romans.
- Arthur van Schendelstraat: Arthur van Schendel hield zich vooral bezig als letterkundige.
- Augusta de Witstraat: bekende journaliste en schrijfster.

### B
- Beeksedijk: de weg die vanuit Gemert naar Beek (en Donk) ligt.
- Beerze: straat met de naam van een bekende Brabantse waterweg.
- Berglarenplein: Berglarenstraat; naam van de familie van Berglaren.
- Beverdijk: straat vernoemd naar de Bever.
- Biezen: vernoemd naar de bies, een vlechtwerk.
- Bilderdijkstraat: straat vernoemd naar Willem Bilderdijk, Nederlands dichter en geleerde.
- Binderseind
- Binnendoor: afsnij weg tussen twee andere wegen.
- Bisonstraat: straat vernoemd naar de Engelse bizon (tank) divisie.
- Boekent: Boekent was een gehucht van Gemert .
- Bogerd: Bogerd is de Gemertse benaming voor boomgaard.
- Bonengang
- Borretstraat: straat vernoemd naar Anton Borret. Hij was de zoon van de rentmeester van de Duitse Orde.
- Breukrand
- Broekkantseweg: straat vernoemd naar de buurtschap Broekkant gelegen aan Het Broek.
- Broekstraat: de weg naar Het Broek.
- Bunder: naam van een oude oppervlakte maat die 1,3 hectare voorstelde. Nu is de bunder gelijk aan 1 hectare.
- Bunthorstseweg
- Burg. de Bekkerlaan: op 19 maart 1946 werd A. de Bekker de eerste naoorlogse burgemeester van Gemert.
- Burg. Haeststraat
- Burg. Rietmanstraat: straat vernoemd naar de eerste burgemeester van Gemert.

### C
- Churchill-laan: Sir Winston L.S. Churchill, Engels staatsman van 1874 tot 1965.
- Cleefswitseweg: straat vernoemd naar het landgoed in de omgeving van deze weg.
- Commandeur, Commandeurstraat
- Cortenbachstraat: straat vernoemd naar Iwan Cortenbach, hij was landcommandeur van Alde-Biezen.

### D
- Daalhorst
- De Ark
- De Bloemerd: Al in de zestiende en zeventiende eeuw wordt er al gesproken over d'n Blomer. Daar komt de naam vandaan.
- De Haag
- De Hoef: deze straat heeft haar naam te danken aan kasteelboerderij de hoef.
- De Kampen
- De Kieboom: de straatnaam was de naam van een hoeve.
- De Paddepoel: afgeleid van de bestaande paddepoel gelegen langs een bospad.
- De Peij: Peij is in het plaatselijk dialect een meervoud van pad, paden in de buurt heetten namelijk ook zo.
- De Poort
- De Schabbert: De van oudsher bestaande fietsverbinding van Witte Brug naar Beeksedijk.
- De Stroom
- De Wind
- de Wolff van Westerrodeweg: de straat is vernoemd naar Samuel A.R. de Wolff van Westerrode.
- De Wouw
- Deel: de straatnaam komt van een Gemerts toponiem, Deelvort.
- Deelse Kempen: straat vernoemd naar een buurtschap ter plaatse.
- Deelvoort
- Deken van den Heuvelstraat: J.G. van den Heuvel was de eenendertigste van de pastorie St. Jan's Onthoofding.
- Den Elding: de straatnaam komt van een middeleeuws bekend toponiem, Eldonk of Eeldonk.
- Den Hoek
- Dennenweg: de straatnaam is vernoemd naar naaldhoutgewas, een den.
- Derde Steeg: parallelsteeg bij de Beeksedijk.
- Diederikstraat: straat vernoemd naar ridderheer Diederik die de helft van Gemert bezat.
- Diepertseweg: straat vernoemd naar de gronden ter plaatse die in de volksmond werden aangeduid met d'n Diepert.
- Dieze: zie Amer.
- Dintel: zie Amer.
- Domein
- Dommel: zie Amer.
- Donk: een donk is een hoger gelegen plek in een drassige of moerassige omgeving.
- Doonheide
- Dr. Douvenstraat: deze persoon was van 1793 tot 1828 medicine doctor.
- Dr. Kuijperstraat: deze persoon was gemeentegeneesheer van Aarle-Rixtel, Bakel, Beek en Donk en Boekel.
- Dr. Schaepmanstraat: deze persoon was rooms-katholieke geestelijke, schrijver en staatsman.
- Dribbelei: straat vernoemd naar een visvijver en het omliggende gebied.
- Dribbelheidseweg: de weg die van Boekent naar Berglaren voerde. De weg heeft nu de naam Schenkstraat.
- Drossard de la Courtstraat: deze persoon was drossard van Gemert van 1760 tot 1790.
- Drossard Ecrevissestraat: deze persoon was drossard van Gemert.
- Drossard Meijerstraat: deze persoon werd in 1791 benoemd tot drossard en secretaris van de Vrije Heerlijkheid Gemert.

### E
- Eeuwsel: straat naam die komt van het woord eusel, eusel is natte grond.
- Ekker: Gemerts synoniem voor akker.
- Elisabethplaats: St. Elisabeth was beschermster voor de armen.
- Elzent: in het Brabants taalgebruik is d'n Elzent een aanduiding voor een perceel met een omwalling van elzenhout.
- Energieweg: straat vernoemd naar het woord energie, energie betekent kracht en arbeidsvermogen.
- Erf: straat vernoemd naar het woord erf, een erf is een niet omheind gebied.
- Esdonk: Esdonk was een kapelgehucht van Gemert.
- Esdonksedijk: de dijk die naar de oude kern van Esdonk leidt.
- Esrand: straat naam in de wijk Breukrand-West.
- Evieveld: straat vernoemd naar het woord evie, de betekenis van evie is een schrale haver of zandhaver.

### G
- Gelind: straat vernoemd naar het woord gelind, de betekenis van gelind is afsluiting of omheining.
- Gerele Peel: straat vernoemd naar de buurtschap ter plaatse.
- Gezellestraat: straat vernoemd naar Guido Gezelle, hij was Vlaams (priester)schrijver.
- Gorterstraat: straat vernoemd naar Herman Gorter, hij was Nederlands dichter en politiek theoreticus.
- Griffier Corstensstraat: straat vernoemd naar Jan Corstens, hij was griffier van het vrederecht in Gemert.
- Groenendaal: straat vernoemd naar een hoeve, de Groenendaal.
- Groeskuilen
- Groeskuilenstraat: straat die vroeger ook wel Holenweg werd genoemd.
- Grootmeesterstraat: een Grootmeester was het hoofd van de Duitse Orde.

### H
- Haageijk: straat die vroeger deel uitmaakte van de prehistorische route van Bakel naar Erp.
- Haardseweg: haard is het oud-Nederlandse woord voor heide. Deze weg leidt namelijk ook naar ontgonnen heide van de Gemertse Peel.
- Hagenhof: de Haag was een gehucht van Gemert.
- Handelsesteeg: een van oudsher aldus benaamde steeg.
- Hazeldonklaan: straat vernoemd naar een hoeve, hoeve Hazeldonk.
- Heideweg: de straatnaam herinnert aan de vroegere uitgestrekte (Peel)- heidevelden ter plaatse.
- Heijtsveld: de straatnaam komt vermoedelijk van straatnaam Dribbelei (Dribbelheit).
- Hein de Witpark: straat vernoemd naar een oud-burgemeester van Gemert.
- Helmondsepad: straatnaam die in het verlengde van de Kromstraat naar Helmond lag.
- Het Frans Brugske: vernoemd naar het bruggetje over het riviertje de Rips.
- Het Slotje
- Heuvel
- Heuvelsepad:
- Hezelaar: oude benaming voor broekland met ruige begroeiing.
- H. Geestlaan: straat vernoemd naar de Paters van de Heilige Geest.
- Hof
- Hofgoed
- Hoogen-Aarleseweg: straat vernoemd naar een hoeve, hoeve Hogen Aerle.
- Hopveld
- Horst: een horst is een streek van hogere zandgrond.
- Houtwal
- Hulst
- Hurk: straat vernoemd naar het woord hurk, een hurk is een hoek.

### I
- Imhof: straat vernoemd naar het woord imme, het woord komt van het woord imker.
- Industrieweg

### J
- Jacob Catsstraat: straat vernoemd naar Jacob Cats, hij was advocaat, staatsman en dichter.
- Jan van Amstelstraat: straat vernoemd naar Jan van Amstel, hij woonde op de plaats waar in 1988 Gemerts nieuwe postkantoor kwam.
- Jezuïetenlaan: deze straat is vernoemd naar de bewoners van het kasteel in Gemert in de periode van 1881-1916.
- Julianastraat

### K
- Kapelaan Sickingstraat: straat vernoemd naar Jacobus J.M. Sicking, hij was pastoor van de St. Jorisparochie te Stratum gemeente Eindhoven.
- Kapelaanstraat
- Karbeel: straat vernoemd naar het woord karbeel, de betekenis van karbeel is verbinding en wordt met name gebruikt in de timmerwereld.
- Karrespoor
- Kasteellaan
- Keizersbosch
- Kerkepad
- Kerkstraat: vóór 1931 behoorde het Ridderplein ook bij deze straat.
- Ketsheuvel: straat vernoemd naar de buurtschap ter plaatse.
- Kleikampen: straat vernoemd naar de gronden die in de volksmond werden aangeduid als Kleikampen.
- Koksedijk: straat vernoemd naar de familie Cox die nabij de Aa woonde.
- Komweg: de sraatnaam voor een nieuwe ontsluitingsweg rondom Gemert.
- Kopse: straat vernoemd naar een oude oppervlakte maat. De kop is een korenmaat, een kopse is ruim 4 are.
- Kouter: kouter is een naam voor akker of bouwland.
- Krengelhoek: straat vernoemd naar de buurtschap ter plaatse.
- Kromstraat: verbinding met de Oude-Bakelsedijk.
- Kruiseind
- Kuier: Kuier is een naam voor een wandelpad.

### L
- Langs de Palen: deze weg is zo vernoemd omdat er grenspalen staan die vroeger de grens aangaven tussen de voormalige gemeente Gemert en Bakel en Milheeze Zie ook grensweg.
- Leemrand
- Leemskuilenweg: in vroegere tijden is in dit gebied volop naar leem gegraven waar daarna de later gestichte buurtschap de Leemskuilen heette.
- Leije: straat op industrieterrein Wolfsveld. Zie ook Amer.
- Lieverman
- Lodderdijk: deze weg was een gedeelte van de weg lopend vanaf Gemert naar Handel.
- Lopense: straatnaam in de oude-maten-buurt. Zie ook Bunder en Kopse.
- Louis Couperrusstraat: letterkundige die leefde van 1863 tot 1923.

### M
- Macropediusplantsoen:
- Mark: zie Amer.
- Melkster: melkster is een andere naam voor de plant vogelmelk.
- Mgr. de Dubbeldenstraat: Mgr. den Dubbelden geboren in Asten studeerde aan de Latijnse School in Gemert, werd priester en vervolgens pastoor van Gemert.
- Mgr. Hilhorststraat: Bernhard G. Hilhorst geboren in Amsterdam was van 1931 tot 1934 de eerste Provinciaal van de Paters van de Heilige Geest te Gemert.
- Misse: Misse is een in Gemert van oudsher bekende naamgeving voor boerenerf.
- Molenakkersstraat: straat vernoemd naar de nagenoeg onbebouwde Molenakker van weleer.
- Molenrand: Molenstraat: straat vernoemd naar de aanleg van een watermolen in de Rips.
- Morgen: naam van een oude oppervlakte maat die varieert van 0,5 tot 3 hectare voorstelde. Nu is de morgen ongeveer gelijk aan 1 hectare.
- Mortelse-Peelweg: in de Mortelse Peel heeft men natuurlijk ook een straat die de Mortelse-Peelweg heet.
- Mosbroekseweg: straat vernoemd naar een buurtschap in Boekel.
- Mudde: naam van een oude inhoudsmaat, deze maat komt overeen met de hectoliter.

### N

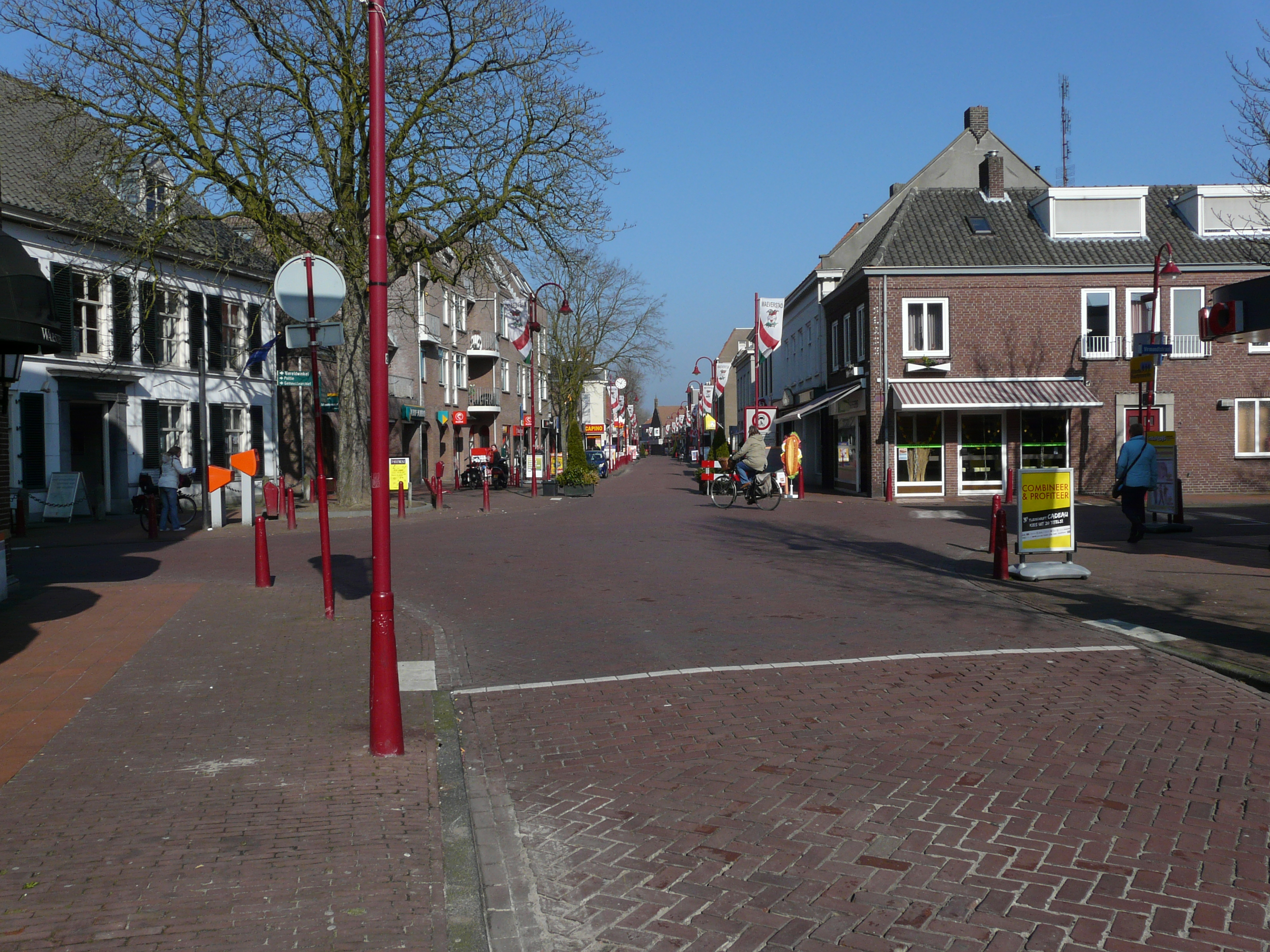
De Nieuwstraat in het centrum van Gemert

- Naar de Derde Steeg: zie Derde Steeg.
- Nieuwstraat: de straat is ongetwijfeld van eenzelfde ouderdom als de Oudestraat die van Bakel naar Erp liep.
- Nijverheidsweg: straatnaam gegeven aan een industrieterrein voor kleine nijverheid.
- Notaris van Kemenadestraat: Mathias van Kemenade was vijftig jaar lang notaris te Gemert, ook was hij een lange tijd lid van de Provinciale Staten.

### O
- Oost-Om: deze naam is vastgesteld voor het oostelijke deel van de omleidingsroute rondom Gemert.
- Ossenkapelweg:
- Oude Bakelsedijk: de brede zandbaan die nu van het gehucht Boekent over de Hoge Kranebraken gaat, vervolgens De Ren oversteekt en de voormalige vuilnisbelt aan de westkant passeert, dat is het tracé van de vroegere hoofdweg Gemert-Bakel.
- Overste Suijsstraat: de straat is vernoemd naar Bernardina Suijs, de eerste overste van het in 1848 gestichte klooster Nazareth van de zusters Franciscanessen.

### P
- Paashoefsedijk: straat vernoemd naar een hoeve, de Paessche Hoeve.
- Paaslelie
- Pandelaar: in een oorkonde uit 1326 is reeds sprake van de Panthovelaer.
- Pandelaarse Kampen: straat vernoemd naar een buurtschap ter plaatse.
- Pastoor Attendorenstraat: Johannes Attendoren was de eerste pastoor van de in 1437 van Bakel afgesplitste parochie Gemert.
- Pastoor Gautiusstraat: Petrus Gautius was priester van de Duitse Orde en in 1680 benoemd tot conrector van de Latijnse School te Gemert.
- Pastoor Poellplein: Lambert J.J.M. Poell was rooms-katholiek sociaal voorman als pastoor.
- Pastoor Prinetiusplantsoen: Prinetius was priester van de Duitse Orde en werd tot pastoor vernoemd te Gemert in 1624.
- Pastoor Santfoortstraat: hij was een inboorling van Gemert werd priester van de Duitse Orde en volgde in 1637 Prinetius op als pastoor van Gemert.
- Pastoor Strijbosstraat: Albert Strijbos werd in 1554 geboren op de Hoeve Ter Watermolen te Gemert. Hij werd na zijn studie, priester van de Duitse Orde en in 1587 aangesteld als de eerste rector van de Latijse School te Gemert.
- Pastoor Verhoevenstraat: Martinus Verhoeven kwam in 1904 naar De Mortel als opvolger van de plotseling overleden pastoor Vermeer.
- Pater Dr. Loffeldstraat:
- Pater van de Elsenstraat: Godefridus van den Elsen was een der oprichters van de Noordbrabantse Christelijke Boerenbond, verder was hij priester, propagandist en schrijver. Het Peel-dorp Elsendorp is daarom ook naar hem vernoemd. Bij zijn geboortehuis aan de Pandelaar is ook een Boerenbondsmuseum geopend.
- P.C. Hooftstraat: P.C. Hooft was Nederlands letterkundige die leefde van 1581 tot 1647.
- Peerke Slitspad: Peerke Slits leefde van 1868 tot 1947 in Gemert. Peerke was een controversieel dorpsfiguur.
- Pelikaan: straat vernoemd naar de oude herberg De Pelikaan.
- Perkstraat: Jacques F.H. Perk, Nederlands letterkundige.
- Pinksterlelie
- Poirtershoek: Adriaen Poirters was jezuïet. In zijn tijd was hij één der meest gelezen schrijvers uit Zuid-Nederland.
- Potgieterstraat: Everhardus Potgieter, Nederlands letterkundige.
- Predikant Swildensstraat: Johan Swildens werd op 5 mei 1744 beroepen als Predikant naar de uiterst kleine protestantse gemeente van Gemert die slechts vijf lidmaten telde.
- Predikherenstraat:
- Prelaat Penningstraat: Dr. Bernardus H. Pennings werd in Gemert geboren in 1861, hij was Abt van nobertijnerabdij West-de-Pere.
- Prelaat van Dinterstraat: Wilhelmus A. Van Dinther was generaal van de Orde van de Kruisheren.
- President Gerartsstraat: Denis Gerarts was president-schepen van Gemert in de periode van 1668 tot 1673.
- President John F. Kennedystraat:
- President Verhofstadtstraat: Peregrinus Verhofstadt is de stamvader van een in Gemert wijdvertakte familie. Drie van zijn zonen werden priester.
- President Verpoortenstraat
- Prins Bernhardlaan
- Prins Hendriklaan
- Prinses Beatrixplantsoen
- Prinses Irenestraat
- Prinzenstraat
- Prior Davidtsstraat
- Prior Jacobsstraat

### R
- Raam: zie Amer.
- Rechter van Berckelstraat: Vrederechter in het kanton Gemert tot 1831.
- Rector Beversstraat
- Rector Klaassenstraat
- Rector van de Laarschotstraat
- Reuzel: zie Amer
- Ridder Rutgerlaan: Ridder Rutger van Gemert was grondlegger van de uit de dertiende eeuw daterende Commanderije van de Duitse Ridderorde van Gemert.
- Ridderplein
- Ripskant
- Roer: zie Amer.
- Rooije-Aschweg: straat vernoemd naar een buurtschap ter plaatse.
- Rooije-Hoefsedijk: straat vernoemd naar een hoeve, De Roode Hoeve op de Groescuylen.
- Ruijschenberghstraat

### S
- Schaarhout: schaarhout betekent hakhout.
- Scheidiuslaan
- Scheiweg
- Schild
- Schoolstraat
- Schoor
- Schoorswinkel
- Schout Brouwersstraat
- Schout Coxstraat
- Schout de Visscherestraat
- Schutsveld
- Secretaris Aeldersstraat
- Serisweg
- Sester: naam van een oude zowel oppervlakte maat als inhoudsmaat. Als inhoudsmaat bevat de sester 1/4 hectoliter.
- Sijpseweg: de weg die leidt naar en langs het landgoed De Sijp.
- Sille
- Sint Jansbloem
- Slenk
- Sleutelbosch: de straatnaam komt waarschijnlijk van de sleutelbomen. De naam sleutelboom is de oude naam voor esdoorn.
- Smelen
- Sparrenweg
- Speding
- Sportlaan: laan die voert naar het gemeentelijk sportpark Molenbroek.
- Sint Annastraat
- Sint Gerardusstraat
- Sint Josephstraat
- Sint Michaëlstraat
- Sint Severusstraat
- Staringstraat
- Steilrand
- Stereind

### T
- 't Hoogh Huys: dit mottekasteel was de woonplaats annex residentie van autochtone Heren van Gemert.
- Teulland
- Torenwiel
- Torrentinusstraat
- Town-major Drakestraat: Town-Major te Gemert 1944-1945.

### U
- Uitleggersweg: straat vernoemd naar de kadastraal bekende naamgeving Uitleggerse Veld.

### V
- Vadem
- Valeriusstraat
- van Beekstraat: Martinus van Beek was priester en leraar van de Latijnse School in Gemert.
- van Eupenlaan: straat vernoemd naar aannemer A. van Eupen. Hij bouwde onder andere de Jezuïetenbouw van het Gemerts Kasteel en landgoederen in de Peel.
- van Loëstraat: Bertram Baron van Loë tot Wissen was jong ridder van de Duitse Orde. Bij zijn overlijden te Gemert 1712 noteerde pastoor Gautius achter zijn naam in het dodenregister: Weldoener van de armen en ongelukkigen.
- Veldweg
- Vicaris van der Asdonckstraat: Gijsbertus van der Asdonck geboren in Gemert en overleden in Oirschot was als Apostolisch Vicaris de hoogste functionaris van het Bisdom Den Bosch.
- Viool: straat vernoemd naar een felgekleurde bloem, namelijk het viooltje.
- Virmundtstraat: Ambrosius Baron de Lerod Virmundt was commandeur van Gemert van 1654 tot 1684. Onder zijn commandeurschap herkreeg Gemert de sinds de Vrede van Munster in 1648 opgeschorte vrije uitoefening van de katholieke eredienst.
- Vlasakker
- Vliet: zie Amer.
- Vondellaan: Joost van den Vondel was letterkundige en geboren in 1587 en overleden in 1679. Hij had Gemertse voorouders.
- Vonder
- Voort: voort in de betekenis van voortgang, ook waterovergang.
- Vossenberg: de straat is vernoemd naar een eeuwenoud toponiem: de Vossenberg aen de Mortel.
- Vroonhof

### W
- Wachtendonkstraat
- Walgraafseweg
- Wassenaarstraat
- Waterlelie
- Watermolen
- Waterrand
- Weerijs: zie Amer.
- West-Om
- Wetering: wetering is een ander woord voor waterlaat. Hij is gegraven en is breder dan een sloot.
- Weversstraat
- Wijnboomlaan
- Wijst
- Wilhelminalaan
- Willem de Haasstraat
- Wingerd
- Witte Brug: straat vernoemd naar de naam van de boerderij op de hoek met De Hoef. Rond de eeuwwisseling was in d'n herd van deze boerderij ook café De Witte Brug. De naam werd ontleend aan de vroeger wit gekalkte leuningen van de tegenover de boerderij gelegen brug over De Rips.
- Wolfsbosscheweg
- Wolfsbossche Zijweg

### Z
- Zandstraat: deze straat droeg van 1931 tot 1956 weliswaar de naam Mortelsche Weg maar de benaming die de weg nnu draagt is vele eeuwen ouder.
- Zuid-Om

### Voormalige straten
- Beemdweg: straat in het gehucht Esdonk.
- Borretplein: nu het Ridderplein.
- Mortelse straat: straat die in 1956 werd opgedeeld in drieën, te weten Boeken, Zandstraat en De Stap (zie aldaar).
- Schuurkerkweg: vervallen straat in het gehucht Esdonk.

## Handel

### B
- Boekelseweg: weg die vanuit Gemert naar Boekel ligt.
- Boskant: straat vernoemd naar de situering aan de bosrand.
- Boslaan: de weg die voert door het bos.
- Bremweg: straat vernoemd naar het houtgewas de brem.
- Broeder Hogardusstraat

### D
- Daniël de Brouwerstraat: straat vernoemd naar Daniël de Brouwer. Hij heeft een grote rol gespeeld in de geschiedenis van Gemert en Boekel.
- Dompthoorn: straat vernoemd naar de op topografische kaarten ter plaatse voorkomende naam Dompthoorn.

### E
- Eikenwalweg: straat vernoemd naar de eikenwallen waar de weg langs ligt.

### F
- Fuik: straat vernoemd naar het vroeger ter plaatse gevestigde café.

### G
- Gagelweg: straat vernoemd naar het heestergewas, gagel.
- Geldropstraat: straat vernoemd naar Geldrop vanwege de vroegere processies naar Handel.

### H
- Handelse Bergen: straat vernoemd naar de buurtschap ter plaatse.
- Handelseweg: de weg van Elsendorp naar Handel.
- Haveltweg: Havelt was de oude naam van het dorp Handel.
- Heereveldseweg: straat vernoemd naar de buurtschap ter plaatse.

### J
- Johannes Keijzershof

### K
- Kapelweg: straatnaam die voerde naar de kapel (nu de kerk) van Handel.
- Kranerijt: straat vernoemd naar een buurtschap ter plaatse.

### L
- Landmeerseweg: weg vernoemd naar de nabijgelegen Landmeerseloop.
- Lieve-Vrouwesteeg: naam gegeven aan de in de volksmond voorkomende benaming.

### M
- Mariahofke: de straatnaam hofke is gekozen vanwege de hoefijzervorm van deze straat. Maria is daar aan toegevoegd vanwege de kapel van Onze Lieve Vrouw.

### O
- Onze Lieve Vrouwestraat: deze straat in het verlengde van de Handelseweg is het einde van de zogenaamde Keskesdijk, de oude bedevaartweg naar Onze Lieve Vrouw van Handel.
- Oude-Domptweg

### P
- Pastoor Casteleijnsstraat: Josephus M.C. Casteleijns was rector van Handel tussen 1922 en 1946 en aansluitend eerste pastoor van Handel van 1946 tot 1948.
- Pater Petrusstraat: Pater Petrus is de stichter en eerste gardiaan van het Capucijnenklooster te Handel.
- Peeldijk: de weg waaraan deze naam werd toegekend heette vóór 1956, samen met de Elsendorpsedijk, de Weg naar St. Anthonis.
- Peelse-Loopweg: de weg loopt langs de Peelse Loop waaraan de naam is ontleend.
- Pelgrimsweg: straatnaam die herinnert aan de talrijke pelgrims die al eeuwenlang naar Handel komen.

### R
- Rector Aldenhuysenstraat
- Rector Coppensstraat
- Rector Luytenstraat
- Rector Meeuwsstraat
- Rooije-Aschweg: straat vernoemd naar een buurtschap ter plaatse.

### S
- Sint Magdalenaweg
- Strijbosscheweg

### V
- Valkenswaardhof
- Varelaar
- Verreheide: straat vernoemd naar de van oudsher zo genoemde buurtschap ter plaatse.

## Milheeze

### A
- Akkerweg
- Antoniusstraat

### B
- Bankert
- Bergakker
- Binnenveld
- Bocht

### E
- Egelmeer: middeleeuwse gebiedsnaam.
- Elsenstraat

### F
- Fransenhof: vernoemd naar een vroegere boerderij.

### G
- Geerdenhof: vernoemd naar vroegere boerderij/brouwerij.
- Greef
- Griensvenstraat
- Groenendaal
- Groesvlaas

### H
- Haag
- Heibloem
- Heikamp
- Hekker
- Hoberg
- Hoeven
- Hoevense Klamp
- Hof
- Hoogakker
- Hutten

### K
- Kampstraat
- Kapelakker
- Kattevlaas
- Kerkeind
- Klef
- Klooster
- Kreijtenberg
- Kuikenvlaas

### L
- Lankveld
- Laren

### M
- Marialaan
- Mastbroek: eeuwenoude gebiedsnaam.
- Meijlakker
- Milheesestraat

### N
- Nachtegaal

### O
- Oldert
- Ottendijk
- Oude Kerkbaan

### P
- Paalakker
- Pastoor Boeyenstraat
- Peeldijk

### R
- Rooiweg

### S
- Schutboomsestraat
- Schutsboom
- Steenoven

### W
- Weijer
- Wijbosch
- Wildeman: eeuwenoude gebiedsnaam.
- Wolfskamp

### Z
- Zandakker
- Zonnehoek